# Vivianne Fock Tave

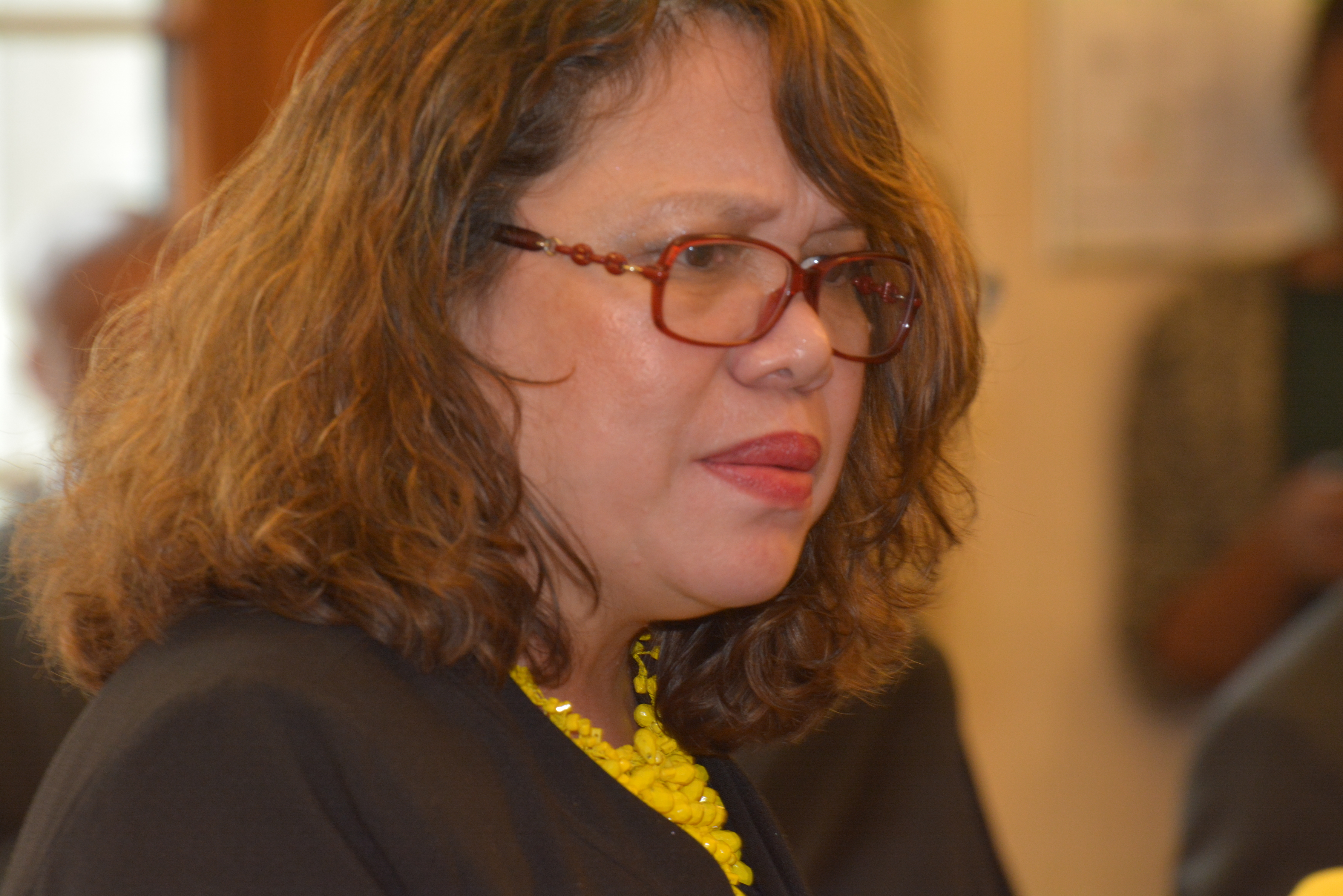
Vivianne Fock Tave tại cuộc họp của Đại hội đồng WTO vào tháng 12 năm 2014

Vivianne Simone Fock Tave là một nhà ngoại giao Seychelles. Cô là con gái của Gontran Fock Tave và Agnezina Fock Tave (nhũ danh).
Cô hiện là Đại sứ của Seychelles tại Bỉ và Liên minh châu Âu. Bà cũng là Đại sứ của Seychelles tại Vatican  và là nữ Đại sứ Seychelles đầu tiên đảm nhận vai trò này. Cô nói tiếng Seychellois Creole, tiếng Anh, tiếng Đức và tiếng Pháp.